# Dion Fortune
Dion Fortune, właśc. Violet Mary Firth (ur. 6 grudnia 1890 w Llandudno, zm. 6 lub 8 stycznia 1946 w Middlesex) – brytyjska okultystka, magini ceremonialna i pisarka. Była współzałożycielką Fraternity of the Inner Light, organizacji ezoterycznej propagującej filozofię, którą, jak twierdziła, przekazali jej duchowi mistrzowie znani jako Wniebowstąpieni Mistrzowie. Była autorką licznych artykułów i książek poświęconych okultyzmowi oraz siedmiu powieści, z których kilka zawiera wątki ezoteryczne.

## Życiorys
Fortune urodziła się w zamożnej angielskiej rodzinie wyższej klasy średniej. Jej rodzice byli członkami Christian Science oraz działaczami ruchu miast ogrodów. Niewiele wiadomo o jej wczesnym życiu. W wieku nastoletnim mieszkała w zachodniej Anglii, gdzie napisała dwa tomiki poezji — Violets w 1904 oraz More Violets w 1906. Po ukończeniu szkoły ogrodniczej studiowała psychologię i psychoanalizę na Uniwersytecie Londyńskim, a następnie pracowała jako doradczyni w klinice psychoterapeutycznej. Należała do Society for the Study of Orthopsychics, w ramach którego udzieliła serii wykładów, opublikowanych następnie w 1922 w The Machinery of the Mind. W czasie I wojny światowej dołączyła do Women’s Land Army w Thorley. Zainteresowanie ezoteryzmem rozwinęła pod wpływem Towarzystwa Teozoficznego, a następnie dołączyła do loży okultystycznej prowadzonej przez Theodore'a Moriarty'ego oraz organizacji Alpha et Omega.
Uważała, że miała kontakt z dwoma Wniebowstąpionymi Mistrzami: Mistrzem Rakoczim i Mistrzem Jezusem. Podczas transowych sesji mediumicznych przekazywała ich przesłania. W 1922 wraz z Charlesem Lovedayem twierdziła, że podczas jednego z takich kontaktów otrzymali tekst The Cosmic Doctrine. Pomimo objęcia funkcji przewodniczącej Christian Mystic Lodge przy Towarzystwie Teozoficznym, uważała, że organizacja ta nie wykazuje wystarczającego zainteresowania chrześcijaństwem, dlatego opuściła Towarzystwo i założyła Community of the Inner Light, które później przekształciło się we Fraternity of the Inner Light. Wraz z Lovedayem założyła ośrodki w Glastonbury i Bayswater, wydawała czasopismo, organizowała wykłady publiczne i rozwijała działalność swojego stowarzyszenia.
Dion Fortune szczegółowo zajęła się indyjskimi tradycjami duchowymi w serii artykułów opublikowanych w latach 1939–1940 na łamach „The Inner Light Magazine”, biuletynu jej zakonu Fraternity of the Inner Light. Cykl ten, zatytułowany The Circuit of Force, został w 1998 wydany w formie książkowej wraz z komentarzami Garetha Knighta.
Podczas II wojny światowej zorganizowała projekt medytacji i wizualizacji mających na celu ochronę Wielkiej Brytanii. Pod koniec życia planowała działania przygotowujące na nadejście ery Wodnika, jednak wkrótce po zakończeniu wojny zmarła na białaczkę.

## Wpływ
Dion Fortune jest uważana za jedną z najważniejszych postaci okultyzmu i magii ceremonialnej pierwszej połowy XX wieku. Założona przez nią Fraternity of the Inner Light przetrwała po jej śmierci, a z jej nauk wywodzi się wiele późniejszych grup ezoterycznych. Jej powieści miały szczególny wpływ na rozwój współczesnego pogaństwa, w tym ruchu Wicca.

## Wybrane publikacje

### Literatura faktu
- The Machinery of the Mind (1922)
- The Esoteric Philosophy of Love and Marriage (1924)
- The Psychology of the Servant Problem (1925)
- The Soya Bean (1925)
- The Problem of Purity (1925)
- The Esoteric Orders and Their Work (1928)
- Sane Occultism (1929)
- Mystical Meditations on the Collects (1930)
- Psychic Self-Defense (1930; wyd. polskie: Samoobrona psychiczna, 2006[9])
- The Training and Work of an Initiate (1930)[10]
- Spiritualism in the Light of Occult Science (1931)
- Through the Gates of Death (1932)
- Avalon of the Heart (1934)
- The Mystical Qabalah (1935; wyd. polskie: Mistyczna kabała, 2006[11])
- Practical Occultism in Daily Life (1935)
- The Cosmic Doctrine (1949)
- Aspects of Occultism (1962)
- Applied Magic (1962)
- The Magical Battle of Britain: The War Letters of Dion Fortune (1969; redagowane przez Garetha Knighta)
- An Introduction to Ritual Magic (1997; redagowane przez Garetha Knighta)
- Principles of Hermetic Philosophy (1999; redagowane przez Garetha Knighta)

### Powieści
- The Secrets of Dr. Taverner (1926)
- The Demon Lover (1927)
- The Winged Bull (1935)
- The Scarred Wrists (1935)
- Hunters of Humans (1935)
- Beloved of Ishmael (1936)
- The Goat-Foot God (1936)
- The Sea Priestess (1938)
- Moon Magic (1957)[12]

### Poezja
- Violets (1904)
- More Violets (1906)